# Ceratophora stoddartii
Ceratophora stoddartii är en ödleart som beskrevs av  Gray 1834. Ceratophora stoddartii ingår i släktet Ceratophora och familjen agamer. Inga underarter finns listade i Catalogue of Life.